# شب‌های شهوانی مردگان زنده
شب‌های شهوانی مردگان زنده (ایتالیایی: Le notti erotiche dei morti viventi) فیلمی ترسناک و پورنو به کارگردانی جو داماتو است که در سال ۱۹۸۰ منتشر شد. از بازیگران آن می‌توان به لورا خمسر و جرج ایستمن اشاره کرد. فیلم‌برداری آن همزمان با فیلم پورنو هولوکاست که هنرپیشگان و دست اندکاران آن با این فیلم یکی هستند، انجام شد و داستان دو فیلم مشابه است. این فیلم با نقدهای منفی روبرو شد. فیلم‌برداری این فیلم در سانتو دومینگو و حومه آن انجام شد.